# Strzeszyn, Poznań

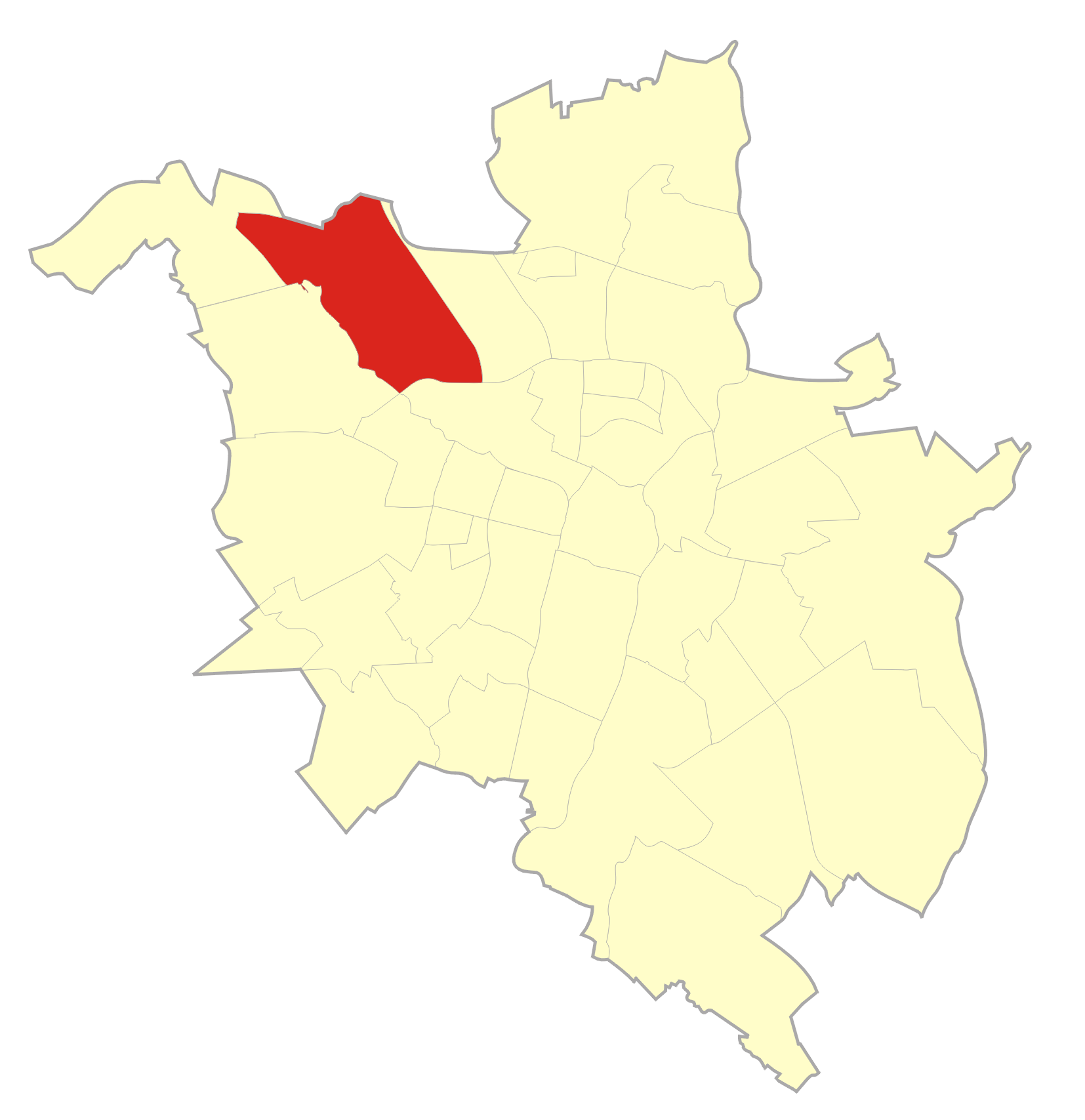
Các osiedle của Strzeszyn trong Poznań

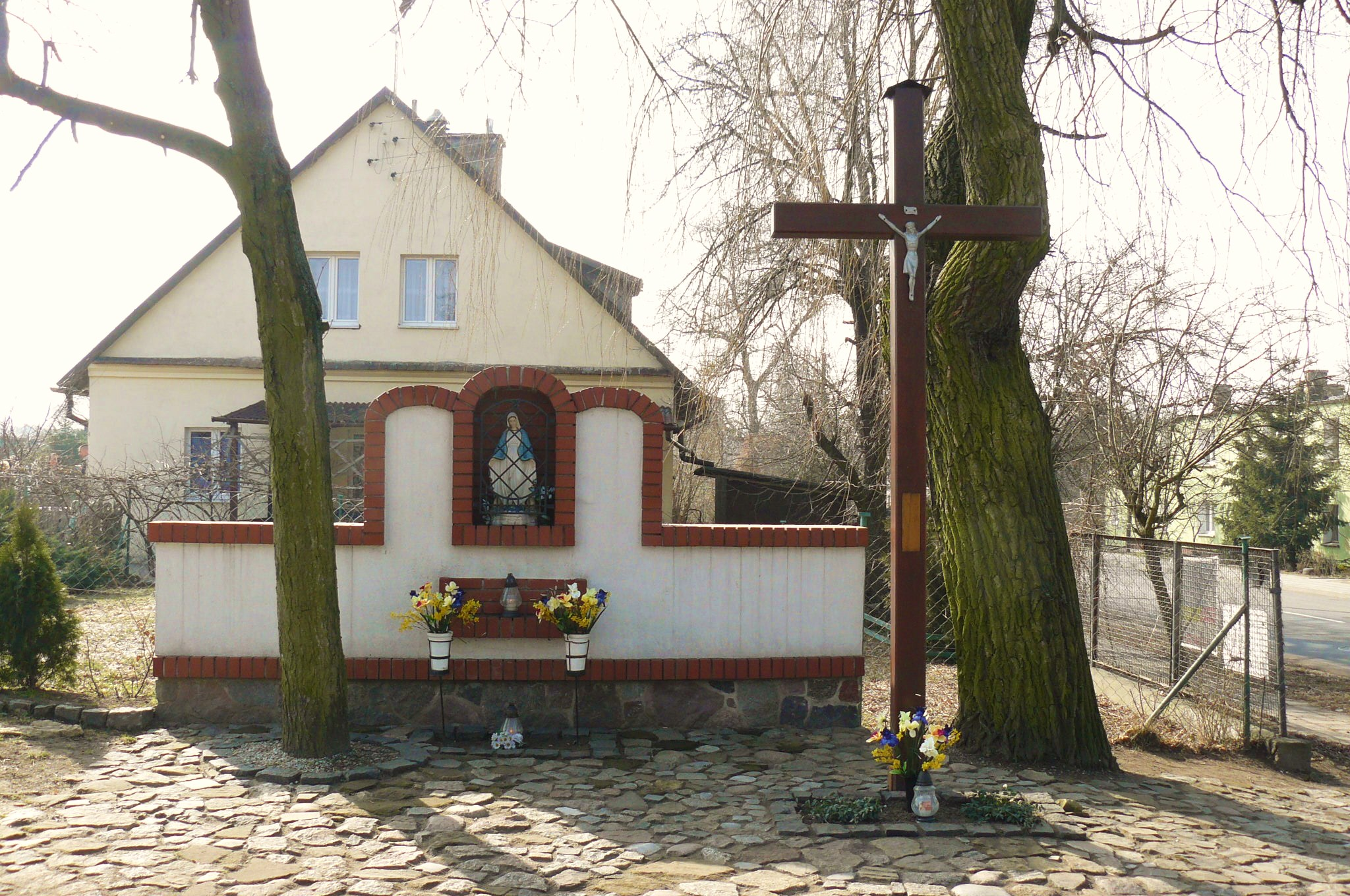
Một ngã tư bên đường ở Old Strzeszyn

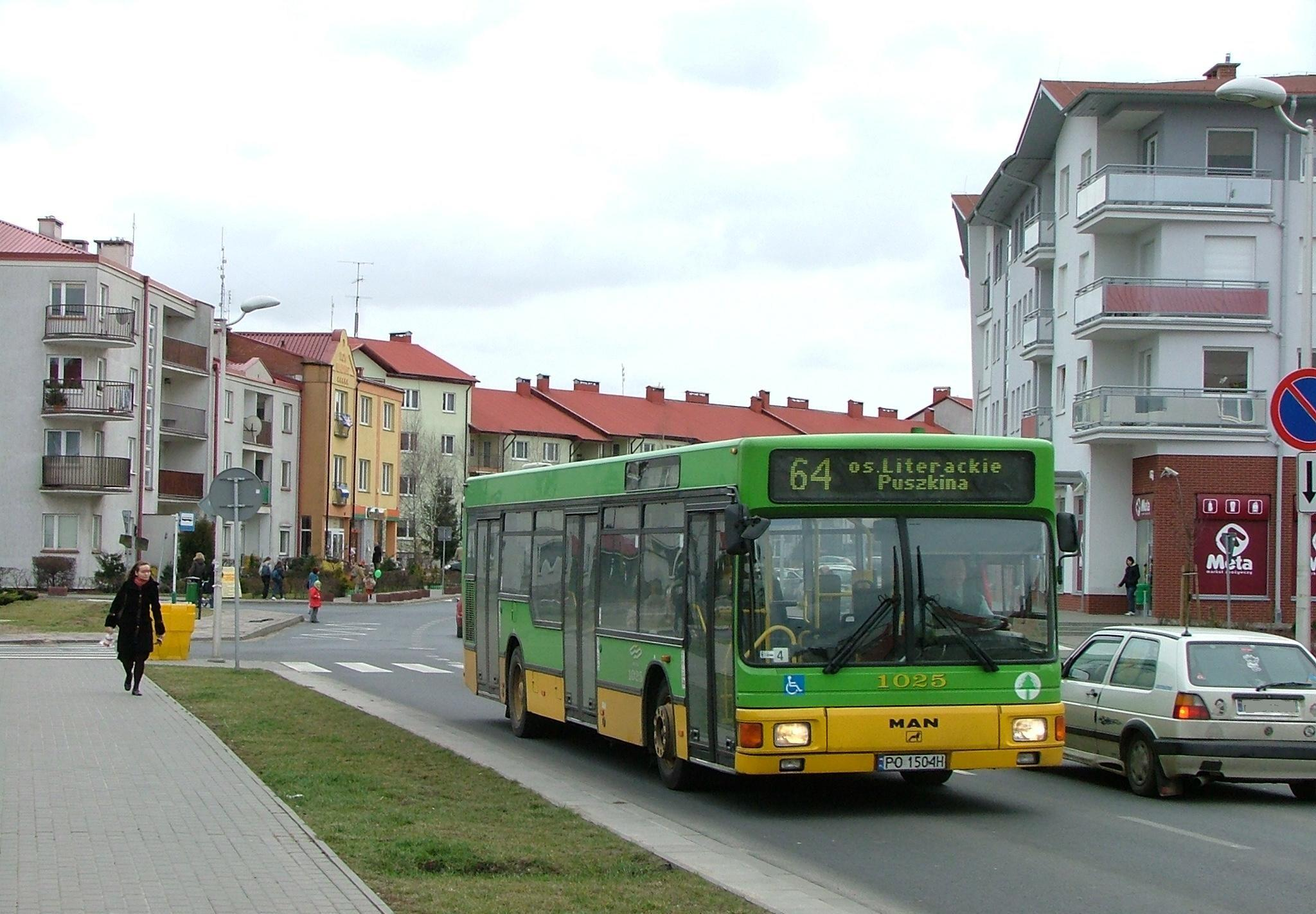
Phần trung tâm của Strzeszyn Grecki

Strzeszyn [ˈstʂɛʂɨn] là một khu phố ngoại ô của thành phố Poznań ở phía tây Ba Lan. Nó nằm ở phía tây bắc của thành phố, về phía tây của Podolany, từ đó nó được ngăn cách bởi tuyến đường sắt chính chạy về phía bắc về phía Piła. Một nhà ga đường sắt có tên Poznań Strzeszyn nằm trên tuyến đường này cách các khu dân cư của Strzeszyn một khoảng cách về phía bắc.
Cho đến năm 1990, Strzeszyn là một phần của quận rộng hơn (dzielnica) của Jeżyce, và vẫn giữ nguyên phân chia hành chính như vậy cho những mục đích nhất định. Năm 1996, một osiedle (khu vực đô thị với một hội đồng được bầu) của Strzeszyn đã được thành lập. Nơi này, với các ranh giới được sửa đổi, hiện là một trong 42 khu vực đô thị mà toàn bộ khu vực của Poznań được chia. Vào năm 2010, dân số của Strzeszyn osiedle là 6,703 và nó có diện tích 12 kilômét vuông (4,6 dặm vuông Anh).
Khu Strzeszyn được ghi nhận lần đầu tiên vào năm 1388. Một nhà thờ đã đứng đó trong thế kỷ 15 và 16. Khu vực này trở thành một phần của thành phố Poznań vào năm 1940, trong thời kỳ phát xít Đức chiếm đóng.
Một nhà thờ giáo xứ, được đặt tên theo Padre Pio (kościół parafialny w. Ojca Pio) đã được hoàn thành ở Strzeszyn Grecki vào năm 2011. Khu Strzeszyn cũ được sử dụng bởi nhà thờ giáo xứ ở Podolany ở phía đông.